# Travunia
Travunia (in serbo-croato: Травунија/Travunija o Травуња, Travunja, in greco bizantino Τραβούνια, Travounia) era un principato slavo medievale, localizzato nella regione dell'Erzegovina, nel sud della Dalmazia e nel Montenegro.

## Confini

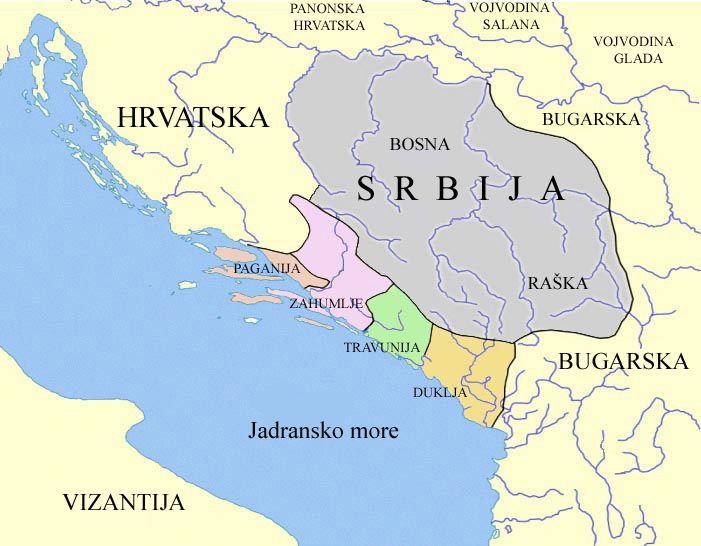
Localizzazione della Travunia nei Balcani

La Travunia occupava la regione costiera dei Balcani meridionali, e si estendeva dalla città di Ragusa – che ne segnava il confine settentrionale con il principato di Zaclumia – alle Bocche di Cattaro che costituivano il confine meridionale con il principato di Doclea; ad est confinava con il Gran principato di Rascia.

## Storia
I primi abitanti slavi giunsero nella zona nel V secolo e si mescolarono alle popolazioni di origine illirica e romana. Lo Stato di Travunia fu fondato intorno al 630, quando l'imperatore bizantino Eraclio chiamò in soccorso per combattere gli Avari le popolazioni serbe e croate dell'Europa centrale guidate dall'Arconte sconosciuto, e affidò loro in vassallaggio le terre che avevano sottratto al nemico. Il primo sovrano conosciuto fu Beloje il cui figlio Krajina, all'inizio del IX secolo ebbe in moglie la figlia del gran principe di Rascia Vlastimir, atto col quale la Travunia si legò al potente vicino, ma fu il Časlav Klonimirović che inserì definitivamente la Tavunia, dopo un breve periodo di dominazione bulgara, nella sfera d'influenza della Doclea di cui fu da lì in poi un feudo.

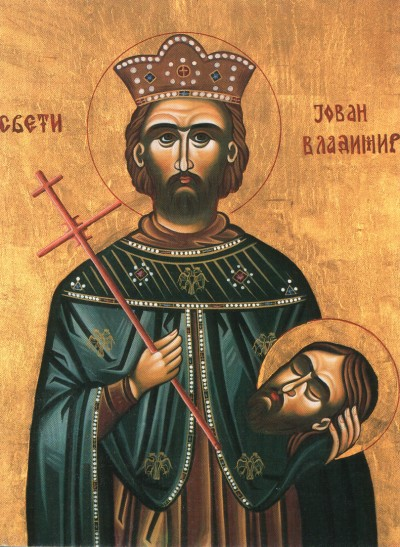
Jovan Vladimir di Rascia

Intorno al 968 re Krešimir di Croazia esiliò il proprio figlio Leghec alla corte del principe travuniano Boleslav nella capitale Trebinje. Qui Leghec organizzò una ribellione e assoggettò la Travunia alla Croazia. Ben presto, però la rivolta fu sedata e Boleslav tornò nuovamente al potere come feudatario della Doclea.
Il periodo di maggior prosperità per la Travunia fu sotto il regno del principe di Rascia Jovan Vladimir, ma quando costui fu assassinato su ordine dell'imperatore Ivan Vladislav di Bulgaria nel 1016, la Doclea e, quindi, la Travunia, passò sotto il controllo dell'Impero bizantino, anche se la corona fu data al principe Dragomir, zio di Jovan Vladimir, che morì assassinato due anni dopo. A seguito di questo atto, la Toclea e la Tavunia non ebbero legittimi sovrani.
Il figlio di Dragomir, Stefano Voislav intorno al 1030 ricostituì lo Stato di Doclea e vi incorporò completamente la Travunia. Nel 1077 fu proclamato il regno di Doclea e Dalmazia dal principe Mihailo Vojisavljević. Nel 1186, sconfitto Mihailo, in Doclea prese il potere la famiglia dei Nemanić (Vukan) passando poi sotto il regno dei Serbi, che era sorto nel 1217 con Stefano Prvovenčani.
Nel 1326 la regione della Travunia fu conquistata dal regno di Bosnia. Nel 1345 Stefano Dušan creò l'Impero serbo conquistando anche la Bosnia e, quindi, la Travunia. 